# Davy's on the Road Again
"Davy's on the Road Again" is een nummer van de Britse band Manfred Mann's Earth Band. Het nummer verscheen op hun album Watch uit 1978. Op 28 april van dat jaar werd het nummer uitgebracht als de derde en laatste single van het album.

## Achtergrond
"Davy's on the Road Again" is geschreven door John Simon en The Band-lid Robbie Robertson en geproduceerd door Manfred Mann's Earth Band. Het nummer verscheen oorspronkelijk op Simons soloalbum John Simon's Album uit 1971 onder de titel "Davey's on the Road Again". Deze versie kende een softrockarrangement. Op Pinkpop 1977 speelde Manfred Mann's Earth Band het nummer live op het festival in Geleen. Een opname van dit optreden verscheen in 1978 op het album Watch, dat bestond uit vijf studiotracks en twee liveopnames; naast dit nummer was dat ook "Mighty Quinn".
Op de singleversie van "Davy's on the Road Again" is een lange synthesizersolo weggelaten, die op het album wel te horen was.
De single bereikte in thuisland het Verenigd Koninkrijk de 6e positie in de UK Singles Chart, terwijl ook in Duitsland en Australië hitlijsten werden gehaald. 
In Nederland was de plaat op zaterdag 22 juli 1978 de 8e Favorietschijf bij de NCRV op Hilversum 3 en werd een hit in de destijds drie landelijke hitlijsten op de nationale publieke popzender. De plaat bereikte de 18e positie in de Nationale Hitparade, de 16e positie in de op 1 juni 1978 gestarte TROS Top 50 en piekte op de 15e positie in de Nederlandse Top 40. In de Europese hitlijst op Hilversum 3, de TROS Europarade, werd géén notering behaald. 
In België behaalde de plaat géén noteringen in beide Vlaamse hitlijsten en de Waalse hitlijst. 
In 1990 werd het nummer in het Verenigd Koninkrijk opnieuw uitgebracht als B-kant van "Blinded by the Light" ter promotie van het compilatiealbum 20 Years of Manfred Manns Earthband 1971-1991.. Het nummer werd toen ook op cd-single uitgebracht. 
In 1987 bereikte de dialectband Bertus Staigerpaip in Nederland de Tipparade met een cover van het nummer onder de titel "Had ik mar een vak geleerd".

## Hitnoteringen

### Nederlandse Top 40
| Hitnotering: 12-08-1978 t/m 16-09-1978 | Hitnotering: 12-08-1978 t/m 16-09-1978 | Hitnotering: 12-08-1978 t/m 16-09-1978 | Hitnotering: 12-08-1978 t/m 16-09-1978 | Hitnotering: 12-08-1978 t/m 16-09-1978 | Hitnotering: 12-08-1978 t/m 16-09-1978 | Hitnotering: 12-08-1978 t/m 16-09-1978 | Hitnotering: 12-08-1978 t/m 16-09-1978 |
| Week                                   | 1                                      | 2                                      | 3                                      | 4                                      | 5                                      | 6                                      |                                        |
| -------------------------------------- | -------------------------------------- | -------------------------------------- | -------------------------------------- | -------------------------------------- | -------------------------------------- | -------------------------------------- | -------------------------------------- |
| Positie                                | 30                                     | 22                                     | 16                                     | 15                                     | 17                                     | 35                                     | uit                                    |

### Nationale Hitparade
| Hitnotering: 19-08-1978 t/m 07-10-1978 | Hitnotering: 19-08-1978 t/m 07-10-1978 | Hitnotering: 19-08-1978 t/m 07-10-1978 | Hitnotering: 19-08-1978 t/m 07-10-1978 | Hitnotering: 19-08-1978 t/m 07-10-1978 | Hitnotering: 19-08-1978 t/m 07-10-1978 | Hitnotering: 19-08-1978 t/m 07-10-1978 | Hitnotering: 19-08-1978 t/m 07-10-1978 | Hitnotering: 19-08-1978 t/m 07-10-1978 | Hitnotering: 19-08-1978 t/m 07-10-1978 |
| Week                                   | 1                                      | 2                                      | 3                                      | 4                                      | 5                                      | 6                                      | 7                                      | 8                                      |                                        |
| -------------------------------------- | -------------------------------------- | -------------------------------------- | -------------------------------------- | -------------------------------------- | -------------------------------------- | -------------------------------------- | -------------------------------------- | -------------------------------------- | -------------------------------------- |
| Positie                                | 30                                     | 26                                     | 22                                     | 18                                     | 23                                     | 33                                     | 37                                     | 42                                     | uit                                    |

### TROS Top 50
Hitnotering: 03-08-1978 t/m 21-09-1978. Hoogste notering: #16 (2 weken).

### NPO Radio 2 Top 2000
| Nummer met noteringen in de NPO Radio 2 Top 2000 | '99 | '00 | '01 | '02 | '03  | '04  | '05  | '06  | '07  | '08  | '09  | '10 | '11  | '12  | '13  | '14  | '15  | '16  | '17  |
| ------------------------------------------------ | --- | --- | --- | --- | ---- | ---- | ---- | ---- | ---- | ---- | ---- | --- | ---- | ---- | ---- | ---- | ---- | ---- | ---- |
| Davy's on the Road Again                         | 852 | 820 | 657 | 848 | 1060 | 1149 | 1202 | 1308 | 1915 | 1298 | 1100 | 972 | 1340 | 1847 | 1625 | 1527 | 1786 | 1933 | 1890 |

1. ↑  Een vetgedrukt getal geeft de hoogste notering aan.
2. ↑  Deze tabel is bijgewerkt tot en met de laatste editie (2024).